# جيمس جارنر (لاعب كريكت)
جيمس جارنر (27 يناير 1972 في المملكة المتحدة - ) (بالإنجليزية: James Garner)‏ هو لاعب كريكت بريطاني. لعب مع Norfolk County Cricket Club ‏.

## وصلات خارجية
- جيمس جارنر على موقع إي آس بي آن كريك إنفو (الإنجليزية)